# Ван Клаверен, Альберто
Альберто ван Клаверен (исп. Alberto van Klaveren; род. 27 октября 1948, Амстердам) — чилийский государственный и политический деятель. С 10 марта 2023 года занимает должность министра иностранных дел Чили. Ранее занимал должность заместителя министра иностранных дел Чили с 2006 по 2009 год. Также представлял Чили в Международном суде ООН в деле о перуанско-чилийском морском споре и преподавал в Чилийском университете.

## Ранний период жизни
Его родители были евреями, пережившими Холокост в Нидерландах. В 1950 году они решили эмигрировать в Чили, взяв с собой ребёнка Альберта, поскольку их родственники уже находились в этой стране. Изучал право в Чилийском университете и получил степень магистра в области международных исследований в Высшей школе международных исследований Денверского университета.

## Карьера
В 1972 году начал работать в Институте международных исследований и на юридическом факультете Чилийского университета. С 1985 по 1992 год работал в Институте европейско-латиноамериканских отношений и в Университетском институте Ортеги и Гассета, которые находились в Испании. Также был младшим исследователем в Институте политических исследований Гейдельбергского университета с 1988 по 1990 год.
Вернулся в Чили в 1992 году, где начал работать в министерстве иностранных дел и возобновил работу в Институте международных исследований. Занимал должность директора института в течение 18 месяцев и директора по планированию политики в министерстве иностранных дел с 1996 по 2001 год. В мае 2001 года был назначен послом Чили в Европейском союзе. Три года спустя, в 2004 году, посольства Чили в Европейском союзе, Бельгии и Люксембурге объединились, и стал послом во всех трёх государствах. Занимал эту должность до назначения заместителем министра иностранных дел в 2006 году, где оставался до 2009 года.
В 2008 году стал адвокатом, представляющим Чили в Международном суде ООН в деле о перуанско-чилийском морском споре. После вынесения решения по делу в январе 2014 года заявил, что Чили сожалеет о  принятом решении суда.
В настоящее время преподает международные и европейские отношения в Чилийском университете. С мая 2015 года является членом правления Комиссии Фулбрайта США-Чили.
В марте 2023 года сменил Антонию Уррехолу на посту министра иностранных дел.

## Личная жизнь
Свободно владеет испанским, английским и голландским языками, а также немного знает французский. Женат и имеет двух взрослых детей.